# Гольшанська Марія Андріївна
Марія («Манька») Гольшанська (нар. не раніше 1405 — пом. опісля 1456) — третя, наймолодша донька литовсько-руського князя, намісника київського Андрія Івановича Гольшанського від Олександри Дмитрівни Друцької. Сестра польської королеви Софії й племінниця великої княгині Юліани, дружини Вітовта.  
Після кончини батька дівчина вкупі із матір'ю та старшими сестрами жительствувала при дворі дядька, кн. Семена Друцького. У 1425 році вона вийшла заміж за сина молдавського господаря Олександра Доброго Іллю, який, за твердженням польського дослідника Едварда Рудзького, перед п'ятьма літами навідував віленський двір Вітовта, зустрівши там княгинь Гольшанських. Вінчання відбулося 28 жовтня, причому Бистрицький літопис зазначає, що протягом поїздки у Молдову Марію супроводжував подільський воєвода Юрій Гедигольд.  
1427 р. народила сина Романа, а відтак — Олександра (Олехна) і дочку Анастасію.
Після смерті батька в 1432 році між Іллею, що став новим господарем, і його єдинокровним братом Штефаном розгорілася війна. Зазнавши восени 1433 р. поразки в битві при Лолоні, Ілля з жінкою, дітьми і всім майном утік у Польщу, побоюючись помсти за вбивство Штефанової матері Римгайли.
Після осліплення чоловіка суперником 1444 р. Марія разом з Романом знайшла прихисток в Польському королівстві, де їй були надані замки Шипинської землі: Хотин, Цецина, Хмелів. 1456 р. вона отримала у володіння Серет і Воловець.